# ピグモン勝田
ピグモン 勝田（ピグモン かつた、本名：勝田 啓司〈かつた けいじ〉、1965年4月1日 - 1994年10月24日）は、大川興業所属のお笑い芸人。
父はテレビ朝日の元プロデューサー・勝田康三。母も一時期、女優として活動していた経験があった。

## 人物
1965年、東京都に生まれる。文京区の京華高校普通科から青山学院大学卒業後は、広告代理店に勤務。1990年に大川興業に入団。尊敬する芸能人は田原俊彦で、彼を人生の目標としていた。
真面目な性格で、「もし１万人の友達が出来たら武道館でパフォーマンスが出来る」という目標にしていた。座右の銘は「まだまだ」、21世紀の目標は「平穏な日々を送ること」だった。大島勝美との漫才コンビ「トーキング」としても活動していた（大島は勝田の死後、「プリオ」を結成）。
芸名は顔が『ウルトラマン』に登場した友好珍獣ピグモンに似ていたことから。

## 突然の事故死
1994年10月、大川興業は埼玉県新座市のニチイ新座店の店頭広場に設けられた特設舞台で「花火」と題したパフォーマンス公演を行っていたが、途中で舞台を降り敷地内のケヤキの木にサルのような動きをしながら登ったところ、ぶら下がっていた枝が根元から折れて転落し後頭部を強打、ただちに新座志木中央総合病院に収容される。大川興業社長の大川豊は「勝田の無事を祈ってください」と涙ながらに訴えていたが、意識は戻らないまま翌24日早朝に死去。29歳没。
勝田の通夜・葬儀には勝田の遺族や大川興業のメンバーのほか、芸人仲間やファンが数多く駆けつけ、勝田の早すぎる死を悼んだ。墓所にはメッセージを書くためのノートがあり、そこには「トシちゃん（田原俊彦）がいいとも! のレギュラーになった」などと書き込まれていた。
事故直後に予定されていた大川興業の舞台公演が中止になりかけたが、父・康三と高田文夫の「舞台が一番の供養になる」との助言により、舞台公演は行われることとなった。